# Liza tricuspidens
Liza tricuspidens är en fiskart som först beskrevs av Smith, 1935.  Liza tricuspidens ingår i släktet Liza och familjen multfiskar. Inga underarter finns listade i Catalogue of Life.